# Trycherus stigmaticus
Trycherus stigmaticus es una especie de coleóptero de la familia Endomychidae.

## Distribución geográfica
Habita en Ruanda y Burundi.